# 總觀效應
總觀效應或譯概觀效應、全景效應（英語：Overview effect）指一種在人類認知上的轉變，當太空人在航行太空時，因為從太空或月球表面觀看地球時經歷的「認知轉變」：因為人無法以熟悉的角度觀看城市時，會產生如同「世界之大而人類紛爭及邊界之狹小」的感慨或想法。

## 概念來源
總觀效應的概念最早由作家法蘭克·懷德（Frank White）在《The Overview Effect — Space Exploration and Human Evolution》這本書提出。這些太空人週遭的第三方人員，也觀察到這些有太空飛行經驗的人，在飛行前後有明顯的態度轉變。

## 影響
包括美國、俄羅斯及加拿大的多國太空人，意識到此認知上的轉變：包括蘇聯太空人尤里·加加林、阿纳托利·别列佐沃伊、瓦连京·列别杰夫、加拿大太空人馬克·加諾、沙特阿拉伯王子蘇爾坦·薩爾曼·阿勒沙特、美國太空人艾伦·谢泼德、约翰·格伦、斯科特·卡彭特、拉塞尔·施威卡特、尤金·塞尔南、艾德加·米切尔、洛伦·阿克顿、托馬斯·大衛·瓊斯及 邁克爾·J·馬西米諾。
這種因太空旅行在視覺和認知上，對世界感到敬畏、威嚴、驚奇等，並對人類產生一體感的認知轉換，使太空人見證到世界的美並不因政治界線而有阻礙，自然產生要保護地球及其生態和所有人類的想法；艾德加·米切尔是因為此體驗，發展一套新哲學，並設立思维科学研究所。

## 外部連結
- Space Ecotourism （页面存档备份，存于）, Space.com (2006)
- SEEING EARTH FROM SPACE: HOW TRUE AWE CHANGES YOU （页面存档备份，存于）
- Overview （页面存档备份，存于）, from Planetary Collective
- 總觀效應啟發的視覺藝術團隊 （页面存档备份，存于）
- 總觀效應圖片 （页面存档备份，存于）